# Nina Buchmann

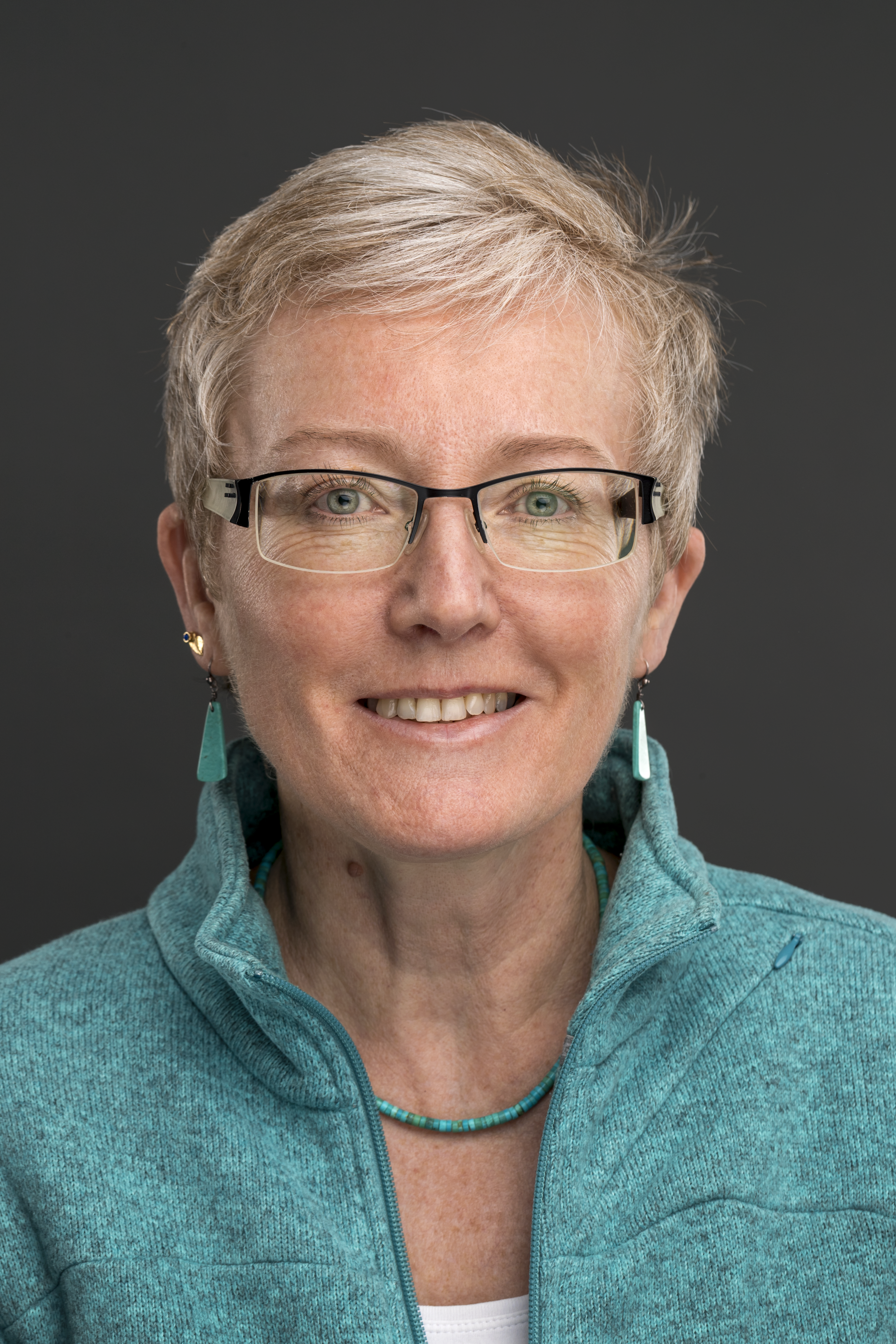
Nina Buchmann, 2018

Nina Buchmann (* 18. Juli 1965 in Heidelberg) ist eine deutsche Geoökologin und Hochschullehrerin an der ETH Zürich.

## Biografie
Buchmann studierte von 1984 bis 1989 Geoökologie an der Universität Bayreuth. Sie promovierte 1993 in der Pflanzenökologie bei Ernst-Detlef Schulze und verbrachte die nächsten drei Jahre als Alexander-von-Humboldt-Stipendiatin an der University of Utah in Salt Lake City bei Jim Ehleringer. 1996 kehrte sie nach Deutschland zurück und habilitierte 1999 an der Universität Bayreuth in der Botanik. Während ihrer Zeit (1999–2003) am Max-Planck-Institut für Biogeochemie in Jena (Deutschland), leitete sie eine eigene Forschungsgruppe, und wurde 2001 zur Minerva Gruppenleiterin ernannt. Seit April 2003 ist Nina Buchmann ordentliche Professorin für Graslandwissenschaften am Institut für Agrarwissenschaften, von 2011 bis 2017 war sie Leiterin des Kompetenzzentrums für Welternährungssysteme (World Food System Centre) an der ETH Zürich und von August 2012 bis Juli 2017 Vize-Departementsvorsteherin und von August 2017 bis Juli 2021 Vorsteherin des Departements für Umweltsystemwissenschaften an der ETH Zürich, Schweiz.  Im Ranking der "best female scientists in the world" 2022 ist Nina Buchmann unter den Top 5 in der Schweiz.
2007 wurde sie in die Deutsche Akademie der Naturforscher Leopoldina gewählt. 2018 wurde sie zum Mitglied der American Geophysical Union gewählt, die "ihre Pionierarbeit zum Verständnis ökophysiologischer Mechanismen, die die Kohlenstoffdynamik in Ökosystemen lokal, regional und über verschiedene Ökosysteme hinweg regulieren", würdigte. 2018 und 2019 wurde sie als „Highly Cited Researcher“ ausgezeichnet.

## Forschungsarbeiten
Buchmann forscht schwerpunktmäßig  zu (1) Ökophysiologie von Pflanzen und Ökosystemen, (2) Biogeochemie terrestrischer Ökosysteme, sowie (3) den Wechselbeziehungen zwischen Biodiversität, Ökosystemfunktionen und nachhaltiger Ressourcennutzung.

## Auszeichnungen und Mitgliedschaften (Auswahl)
- 2025: Mitglied der National Academy of Sciences[7]
- 2024: Best Scholars in the field of Ecology and Evolution in the World 2023, 2024[2]
- 2022: Ehrenmedaille der Gesellschaft für Ökologie
- 2022: Best Female Scientists in the World 2022 Ranking[2]
- 2022: Distinguished Alumna der University of Utah, School of Biological Sciences[2]
- 2018, 2019: Highly Cited Researcher[8][9]
- 2018: Fellow der American Geophysical Union (AGU)[10]
- 2014–2017: Mitglied im Agroscope-Wissenschaftsrat[11]
- 2012: Norbert Gerbier-MUMM Internationaler Preis der World Meteorological Organization
- 2011: Mitbegründerin des World Food System Centre[12]
- 2007: Mitglied der Nationalen Akademie der Wissenschaften Leopoldina
- 2007: Preis „Das Goldene Dreirad“ für einen familienfreundlichen Führungsstil an der ETH Zürich[13]
- 2000: Gründungsmitglied der Jungen Akademie (2000–2005)[14]

## Veröffentlichungen
- Ernst-Detlef Schulze, Erwin Beck, Nina Buchmann et al.: Plant Ecology. Springer Berlin Heidelberg, 2019. ISBN 978-3-662-56231-4[15]

Buchmann hat über 400 referierte wissenschaftliche Publikationen und 40 Buchkapitel und Bücher verfasst, ihr H-Index ist 88 (Stand 2024):
- Wissenschaftliche Publikationen auf Loop
- Wissenschaftliche Publikationen auf Web of Science
- Überblick über Publikationen und aktuelle Projekte auf researchgate